# Becherbach, Pfalz
Becherbach là một đô thị thuộc huyện Bad Kreuznach trong bang Rheinland-Pfalz, phía tây nước Đức. Đô thị Becherbach, Pfalz có diện tích 10,85 km², dân số thời điểm ngày 31 tháng 12 năm 2006 là 939 người.